# Харрелл (Арканзас)
Харрелл (англ. Harrell, Arkansas) — город, расположенный в округе Калхун (штат Арканзас, США) с населением в 293 человека по статистическим данным переписи 2000 года.

## География
По данным Бюро переписи населения США город Харрелл имеет общую площадь в 1,55 квадратных километров, водных ресурсов в черте населённого пункта не имеется.
Город Харрелл расположен на высоте 62 метра над уровнем моря.

## Демография
По данным переписи населения 2000 года в Харрелле проживало 293 человека, 81 семья, насчитывалось 120 домашних хозяйств и 139 жилых домов. Средняя плотность населения составляла около 183 человека на один квадратный километр. Расовый состав Харрелла по данным переписи распределился следующим образом: 43,00 % белых, 56,31 % — чёрных или афроамериканцев, 0,68 % — представителей смешанных рас.
Из 120 домашних хозяйств в 32,5 % — воспитывали детей в возрасте до 18 лет, 43,3 % представляли собой совместно проживающие супружеские пары, в 20,8 % семей женщины проживали без мужей, 32,5 % не имели семей. 28,3 % от общего числа семей на момент переписи жили самостоятельно, при этом 13,3 % составили одинокие пожилые люди в возрасте 65 лет и старше. Средний размер домашнего хозяйства составил 2,44 человек, а средний размер семьи — 2,94 человек.
Население города по возрастному диапазону по данным переписи 2000 года распределилось следующим образом: 28,3 % — жители младше 18 лет, 9,2 % — между 18 и 24 годами, 27,3 % — от 25 до 44 лет, 19,8 % — от 45 до 64 лет и 15,4 % — в возрасте 65 лет и старше. Средний возраст жителей составил 34 года. На каждые 100 женщин в Харрелле приходилось 83,1 мужчин, при этом на каждые сто женщин 18 лет и старше приходилось 75,0 мужчин также старше 18 лет.
Средний доход на одно домашнее хозяйство в городе составил 21 875 долларов США, а средний доход на одну семью — 33 333 доллара. При этом мужчины имели средний доход в 30 500 долларов США в год против 14 500 долларов среднегодового дохода у женщин. Доход на душу населения в городе составил 12 539 долларов в год. 15,0 % от всего числа семей в округе и 23,5 % от всей численности населения находилось на момент переписи населения за чертой бедности, при этом 25,3 % из них были моложе 18 лет и 20,0 % — в возрасте 65 лет и старше.